# 普渡大學系統
普渡大學系統（英語：Purdue University System）為一位於印第安納州的州立大學系統，由普渡大學西拉法葉旗艦校區與其他多所分校或校區所構成。普渡大學系統亦經由Purdue Global提供線上課程及學位。普渡大學系統學生總數超過74,500人，其旗艦級大學為普渡大學，位於西拉法葉。

## 學術機構

### 旗艦校區
- 普渡大學（西拉法葉）

### 其他分校
- 印第安納大學與普渡大學印第安納波利斯聯合分校（IUPUI）
- 印第安納大學與普渡大學哥倫布聯合分校（英语：Indiana University – Purdue University Columbus）（IUPUC）
- 普渡大學韋恩堡分校（Purdue Fort Wayne）
- 普渡大學西北分校（Purdue Northwest）
- 普渡大学环球（英语：Purdue University Global）（Purdue Global）

## 外部連結
- 官方网站